# Aeródromo Pichidangui
El Aeródromo Pichidangui (OACI: SCDI), es un terminal aéreo ubicado junto a la localidad de Pichidangui, Provincia de Choapa, Región de Coquimbo, Chile. Este aeródromo es de carácter público.